# アレクサンドル・ヨアン・クザ
アレクサンドル・ヨアン・クザ（Alexandru Ioan Cuza，1820年3月20日 - 1873年5月15日）は、ワラキア公兼モルダヴィア公（在位：1859年 - 1862年）、後にルーマニア公（在位：1862年 - 1866年）。

## 生涯
モルダヴィアの地方貴族に生まれ、1859年にワラキア公国とモルダヴィア公国の公位に就いた。1862年に両公国を統一、ルーマニア公国の成立を実現させたが、1866年に保守派貴族の反乱により退位。代わりにホーエンツォレルン＝ジグマリンゲン家からカロル1世が迎えられた。亡命先のハイデルベルクで死去した。
1966年に発行された50レイ紙幣に肖像が使用されていた。